# Хемниц, Ая
Ая Хемниц Ларсен (гренл. Aaja Chemnitz Arnatsiaq Larsen; род. 2 декабря 1977, Нуук) — гренландский политический деятель. Член левой партии «Инуит Атакатигиит». Депутат фолькетинга с 2015 года. В прошлом — депутат парламента Гренландии (2014—2018).

## Биография
Родилась 2 декабря 1977 года в Нууке. Родители — Йёрген Шмидт Хемниц (Jørgen Schmidt Chemnitz) и Йетте Ларсен (Jette Larsen).
В 2004 году окончила Гренландский университет, получила степень магистра государственного управления (Cand.scient.adm.).
В 2004—2006 годах — поверенный в секретариате самоуправления Гренландии.
В 2006—2007 годах — эксперт в Штаб-квартире ООН в Нью-Йорке.
В 2007—2009 гг. — начальник отдела в администрации коммуны Нуук. В 2009—2012 гг. — директор Управления социального обеспечения в коммуне Сермерсоок. В 2012—2015 гг. — омбудсмен по правам ребёнка самоуправления Гренландии и председатель датского государственного Детского совета (Børnerådet). В 2008—2009 гг. и в 2012 году — председатель правления Meeqqat inuunerissut/Bedre Børneliv. В 2012—2014 годах — член правления датского Института прав человека. В 2012—2014 годах — член правления и заместитель председателя гренландского отделения Transparency International, в 2013 году — заместитель председателя гренландского Совета по правам человека, в 2014 году — председатель гренландского Совета по правам человека.
По результатам парламентских выборов в Гренландии 2014 года избрана депутатом парламента Гренландии. Не баллотировалась на выборах 2018 года.
По результатам парламентских выборов в Дании 2015 года избрана депутатом фолькетинга от Гренландии от партии «Инуит Атакатигиит». Переизбрана на парламентских выборах в Дании 2019 года. Представляет фолькетинг в Постоянном комитет парламентариев Арктического региона (SCPAR) с 2021 года, является председателем SCPAR с 2021 года. Председатель Комитета по вопросам Гренландии с 2021 года, заместитель председателя Комитета по вопросам Гренландии в 2017—2021 годах.
В 2012—2014 годах — член правления Статистического управления Гренландии. В 2013—2014 гг. — член правления почтовой и телекоммуникационной компании Tele-Post (ныне Tusass A/S). С 2015 года — член правления организации IKIU, оказывающей бесплатную и анонимную юридическую помощь гражданам Гренландии в основном за счёт государственных субсидий. В 2015—2018 гг. — член правления организации Meeqqat Ikiortigit — гренландского отделения Save the Children.

## Личная жизнь
Живёт с Микаэлем Дриефером (дат. Michael Driefer). Микаэль Дриефер был исполнительным директором муниципальной компании общественного транспорта Nuup Bussii A/S в коммуне Сермерсоок в 2011—2016 годах.